# Appleton City (Misuri)
Appleton City es una ciudad ubicada en el condado de St. Clair en el estado estadounidense de Misuri. En el Censo de 2010 tenía una población de 1127 habitantes y una densidad poblacional de 378,71 personas por km².

## Geografía
Appleton City se encuentra ubicada en las coordenadas 38°11′28″N 94°1′54″O / 38.19111, -94.03167. Según la Oficina del Censo de los Estados Unidos, Appleton City tiene una superficie total de 2.98 km², de la cual 2.97 km² corresponden a tierra firme y (0.09%) 0 km² es agua.

## Demografía
Según el censo de 2010, había 1127 personas residiendo en Appleton City. La densidad de población era de 378,71 hab./km². De los 1127 habitantes, Appleton City estaba compuesto por el 96.81% blancos, el 0.62% eran afroamericanos, el 0.53% eran amerindios, el 0% eran asiáticos, el 0% eran isleños del Pacífico, el 0.09% eran de otras razas y el 1.95% pertenecían a dos o más razas. Del total de la población el 0.71% eran hispanos o latinos de cualquier raza.